# Painkiller (álbum de Krokus)
Painkiller, también conocido como Pay It in Metal es el tercer álbum de la banda suiza de Heavy metal y Hard rock, Krokus, editado en 1978.
El disco también fue lanzado con el mencionado título alternativo de Pay It in Metal en algunos países como Alemania o EE. UU..
La portada más difundida del álbum muestra una fábrica envuelta en smog, no obstante para la edición alemana se usó una curiosa imagen, en la cual se ve una banana pelada, llena de monedas de oro en su interior.
Fue reeditado en CD por Mercury Records.

## Lista de canciones
Cara A
1. "Killer"
2. "Werewolf"
3. "Rock Ladies"
4. "Bad Love"
5. "Get Out of My Mind"

Cara B
1. "Rock Me, Rock You"
2. "Deadline"
3. "Susie"
4. "Pay It"
5. "Bye Bye Baby"

## Miembros
- Chris Von Rohr - Voz, percusión, batería, teclados, bajo
- Fernando Von Arb - Guitarra rítmica, bajo, teclados
- Jürg Naegeli - Bajo, teclados
- Freddy Steady - Batería, percusión
- Tommy Kiefer - Guitarra solista, voz